# Erich Krüger (Radsportler)
Erich Krüger (* 2. April 1906 in Halle (Saale); † unbekannt) war ein deutscher Schrittmacher und nationaler Meister im Radsport.

## Sportliche Laufbahn
Krüger, der nach dem Zweiten Weltkrieg für den SC Karl-Marx-Stadt startete, war einer der dienstältesten Schrittmacher der DDR. Vor dem  Zweiten Weltkrieg war er als Radrennfahrer aktiv, bestritt Straßen- und Bahnrennen. Er wurde 1968 und 1976 DDR-Meister mit Karl Kaminski an der Rolle. In den Jahren 1957, 1963 bis 1965, 1969, 1970, 1972 und 1975 wurde er jeweils Vize-Meister mit Ernst Hermann, Günter Auerswald und Günter Gottlieb. 1977 beendete er seine Laufbahn als Schrittmacher.